# William H. Crawford
William H. Crawford (Amherst megye, 1772. február 24. – Crawford, 1834. szeptember 15.) az Amerikai Egyesült Államok szenátora (Georgia, 1807–1813).